# ألفارو مدريد
ألفارو مدريد (بالإسبانية: Álvaro Madrid) هو لاعب كرة قدم تشيلي في مركز الوسط، ولد في 5 أبريل 1995 في فالبارايسو في تشيلي. لعب مع إيفرتون دي فينا ديل مار.